# Bodil Steensen-Leth
Bodil Steensen-Leth (* 12. Januar 1945 in Svendborg, Dänemark als Bodil Heide-Jørgensen) ist eine dänische Schriftstellerin.

## Leben
Bodil Steensen-Leth wurde als Tochter des Chefarztes des Krankenhauses in Svendborg geboren. Während ihre Brüder ebenfalls den Arztberuf ergriffen, entschied sie sich nach ihrem Abitur 1963 am Gymnasium Svendborg für ein Auslandsjahr an der University of Oregon und nahm dann ein Sprachstudium an der Universität Kopenhagen auf. An der Odense Universitet promovierte sie 1972 im Bereich Englisch. Als Literaturkritikerin arbeitete sie von 1978 bis 1998 für die Zeitung Jyllands-Posten.
Ihr literarisches Debüt gab sie 1984 mit der Novelle Pandæmonion. Drei Jahre später erschien 1987 mit Alle stirrer på mig der erste Roman. Großen Erfolg erzielte sie mit ihrem im Jahr 2000 erschienenen Roman Prinsesse af blodet. Die Geschichte der dänischen Königin Caroline Mathilde wurde von Nikolaj Arcel unter dem Titel Die Königin und der Leibarzt für das Kino adaptiert.
Gemeinsam mit Schriftstellern wie Susanne Clod Pedersen, Dan H. Andersen, Maria Helleberg und Charlotte Weitze beteiligte sich Helleberg an der Romanreihe Slægten. Die Buchreihe umfasst historische Romane, die sich mit Geschehnissen der dänischen Geschichte von den Wikingerzeit bis 1864 (Düppeler Schanzen) befasst.
Sie ist mit dem Gutsbesitzer Christian Vincens Steensen-Leth verheiratet, die Familie lebt auf dem Anwesen Steensgård auf der Insel Langeland.

## Werke (Auswahl)
Romane
- Alle stirrer på mig (1987)
- Jomfru Fanny (1989)
- Møller (1991)
- Stenen og lyset (1994)
- Ikke som en spottefugl (1998)
- Prinsesse af blodet (2000)
- Lili (2004)
- Fem år i Berlin (2008)

Kurzgeschichten
- Pandæmonion (1984)
- Dødens labyrint (1986)
- Den sidste koncert (1996)
- Guds øje (2002)

Teile der Slægten-Romanreihe
- Tradition og fornyelse (2009)